# Джанбазян, Саркис
Саркис Джанбазян (5 января 1913, Сардарапат, Эчмиадзинский уезд, Эриванская губерния, Российская империя — 11 декабря 1963, Тегеран, Иран) — первый иранский балетмейстер-мужчина[прояснить], танцор, хореограф и постановщик, основатель балетной академии и, как пишет Ираника, «отец балета в Иране».

## Биография
Саркис Джанбазян родился 5 января 1913 года в городе Армавир в Армении.
С раннего детства он интересовался искусством, особенно танцами. Окончив среднюю школу, он поехал в Ленинград (в то время Санкт-Петербург) изучать танцы.
14 января 1936 года  окончил Ленинградскую Академию танца имени Вагановой. 15 ноября 1936 года получил степень магистра искусств[прояснить] в Институте имени Лесгафта. После окончания учебы до июля 1936 года работал солистом, хореографом и художественным руководителем Кировского театра в Ленинграде.
Покинул СССР вместе с семьей в 1938 году, эмигрировал в Иран и поселился в Казвине. Он решил основать танцевальную школу, сформировать танцевальный коллектив и ставить спектакли в городе.
В 1942 году он основал Тегеранскую балетную школу. К 1955 году там обучалось 150 учеников. В 1959 году Джанбазян основал Ансамбль народного танца и песни.
Он был одним из первых танцоров балета, выступавших на сценах в разных городах Ирана. Джанбазян широко известен как отец балета в Иране, поскольку он сыграл значительную роль в распространении балетного искусства, основав школу со строгой учебной программой для обучения студентов и постановки профессиональных представлений. За 27 лет он поставил более 100 пьес и существенно повлиял на отношение к танцу в иранском обществе.
Многие из его учеников сделали успешную танцевальную карьеру в Иране и за его пределами.
Его дело продолжила дочь Анна Джанбазян — известный хореограф Ирана.